# Jlass
Les Jlass ou Zlass (arabe : الجلاص أو الزّلاص) sont une confédération tribale tunisienne. Elle forme, avant l'avènement de la République, une alliance de sécurité pour la majeure partie des populations vivant dans la vaste région de Kairouan et du Sahel tunisien.
Si Jean Despois évoque une population de Bédouins, d'autres sources évoquent une origine berbère d'un point de vue étymologique. Il s'agit en effet d'une tribu mixée arabo-berbère.
Il s'agit de la plus importante confédération tribale de Tunisie, avec une population de plus de 60 000 personnes entre 1858 et 1861.

## Histoire
Historiquement, les Jlass ont pour ennemis les Majer et les Fraichiches, et pour alliés les Hamama.
Selon le journaliste Soufiane Ben Farhat, le pape Gélase Ier ayant exercé sa fonction de 492 à 496 serait issu de cette tribu.
Au XVIIIe siècle, alors qu'un conflit oppose le bey aux Ousseltia, celui-ci promet à une tribu des Jlass, les Kaoub, le territoire des Ousseltia en échange d'une guerre contre eux. Ce conflit se traduit par une victoire des Kaoub et l'accaparement des terres.
Durant le XIXe siècle, ils sont marginalisés par le pouvoir du fait de leur migration vers Tunis.
La tribu joue toutefois avec d'autres un rôle important dans la lutte armée contre la colonisation française. Ils s'allient alors aux Souassi et aux Ouled Saïd, réunissant 6 000 hommes, et attaquent l'armée française à Bir Hfaïdh près de Hammamet. Chez les Jlass, l'insurrection est dirigée par le caïd des Ouled Iddir, El Hadj Hassein Ben Messai.

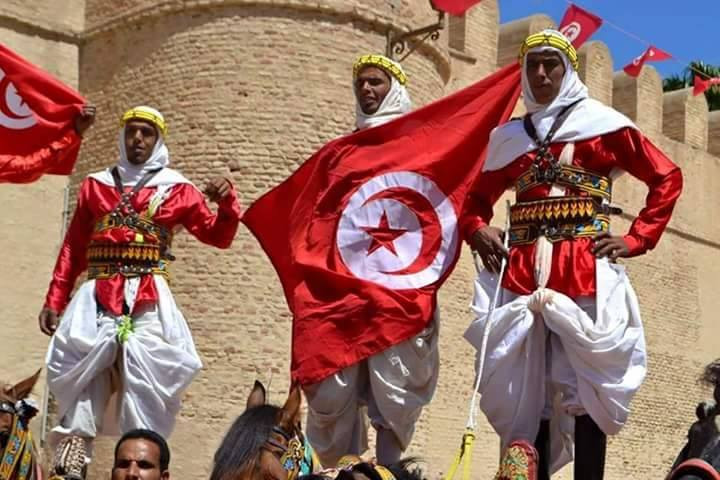
Cavaliers jlass arborant le drapeau national.
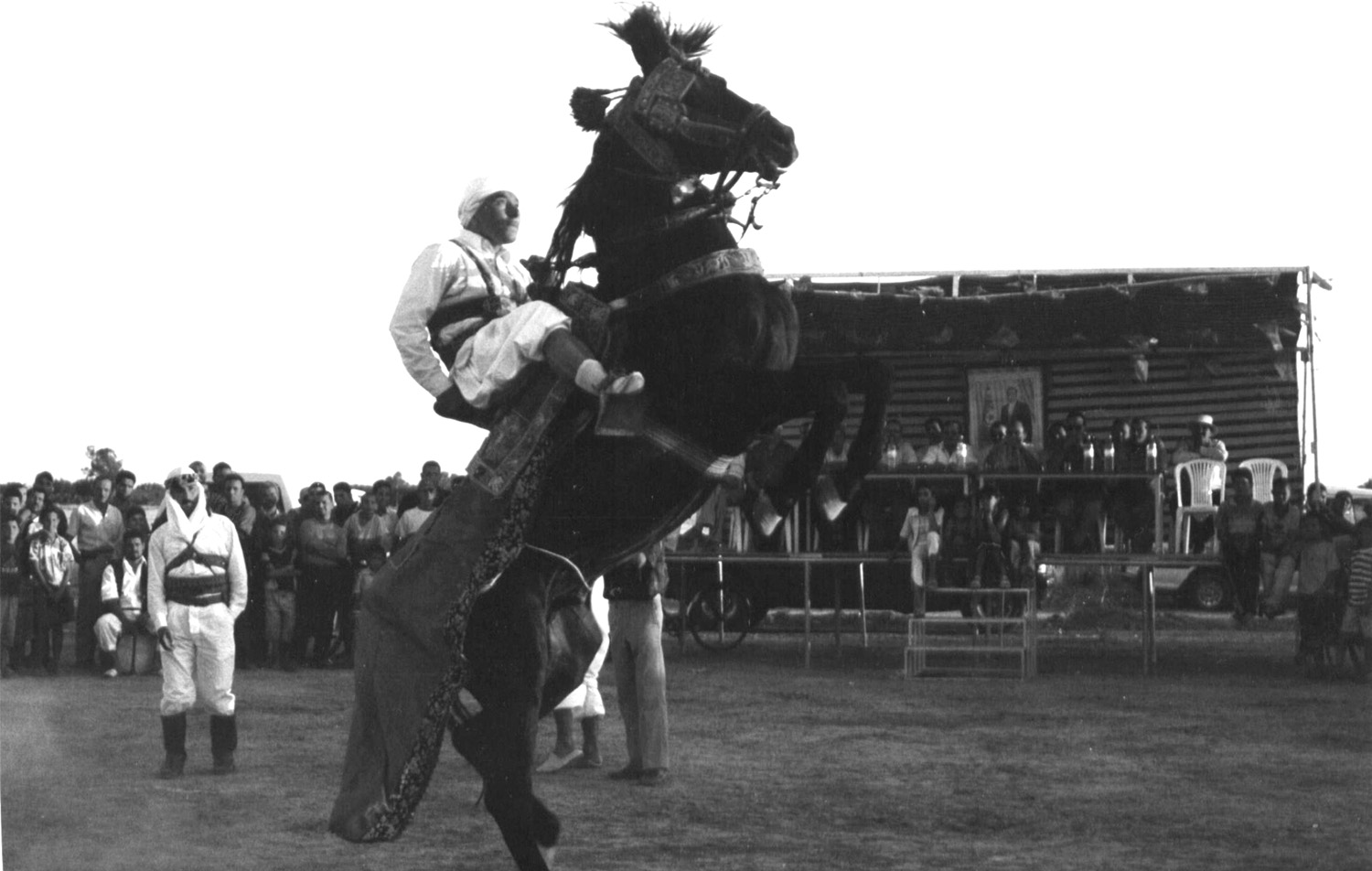
Image d'un cavalier jlass.

## Culture
Si l'ensemble des tribus Jlass parlent arabe, une fraction des Ouled Khalifa qui vit dans les villages berbères de Takrouna et Jradou parlent encore berbère au XIXe siècle.

## Composition
La confédération est composée de quatre fractions, à savoir : 
- Kooub et Gouazine ;
- Ouled Khalifa ;
- Ouled Sendassen ;
- Ouled Iddir.